# Elsa Peretti
Elsa Peretti (Florence, 1 mei 1940 - Sant Martí Vell, 18 maart 2021) was een Italiaanse sieradenontwerper, filantroop, en fotomodel. Haar sieraden en designstukken voor Tiffany & Co., zijn opgenomen in de 20e-eeuwse collectie van het British Museum, het Museum of Fine Arts, Boston en het Museum of Fine Arts, Houston. In 1974 kwam Peretti, het fotomodel van onder andere Halston, Helmut Newton en Francesco Scavullo, bij Tiffany's met haar moderne sieraden. John Lorning  Tiffany Style - 170 Years of Design  wijdt 18 pagina's aan afbeeldingen van haar sieraden- en serviesontwerp. Ze was grotendeels verantwoordelijk voor de restauratie van het dorp Sant Martí Vell in Catalonië. Via haar stichtingen steunde ze een breed scala aan culturele, sociale en artistieke doelen.

## Opleiding
Peretti werd geboren in Florence als de jongste dochter van Ferdinando Peretti  (1896–1977) en Maria Luisa Pighini. Ferdinando Peretti richtte Anonima Petroli Italiana (API) op, een grote Italiaanse oliemaatschappij, in 1933. Ze was een groot deel van haar leven vervreemd van haar conservatieve familie.
Elsa Peretti werd opgeleid in Rome en Zwitserland. Aanvankelijk verdiende ze haar brood met het geven van Franse les en werkte ze als skileraar in het Duitstalige Zwitserse bergdorp Gstaad. Later keerde ze terug naar Rome om een graad in interieurontwerp te behalen en werkte daarna voor de Milanese architect Dado Torrigiani.

## Modellenwerk
In 1964 werd Peretti een mannequin en werkte zij in Barcelona. In 1968 verhuisde ze naar New York op advies van het Wilhelmina Modelling Agency. In het begin van de jaren zeventig werd ze samen met onder andere Karen Bjornson, Anjelica Huston, Alva Chinn, Pat Cleveland en Pat Ast, een favoriete groep modellen van ontwerper Halston, bijgenaamd de Halstonettes.
Tijdens de late jaren zeventig was Peretti een regelmatige vaste klant van Studio 54, samen met ontwerper Halston, Andy Warhol en Liza Minnelli.
Volgens Halston "had Elsa stijl: ze maakte de jurk die ze aan het modelleren was haar eigen." Helmut Newtons foto Elsa Peretti in konijnenkostuum wordt beschouwd als een blijvend beeld van de jaren '70.
In 2019 werd ze geïnterviewd in de documentaire Halston (CNN films), waarin ze herinneringen ophaalt aan haar jarenlange werken, feesten en vriendschap met de ontwerper.

## Sieradenontwerp
In 1969 begon Peretti met het creëren van nieuwe sieradenstijlen voor een handvol modeontwerpers in Manhattan. Haar eerste ontwerp was een vijf centimeter grote knopvaas van sterling zilver, gedragen aan een leren string, geïnspireerd op een vondst op een rommelmarkt. Gedragen door een van de modellen van Giorgio di Sant 'Angelo, was het een hit. In 1971 ontwierp ze sieraden voor Halston. Ze bleef zilver gebruiken, dat van 'gewoon' tot een populaire keuze werd voor Liza Minnelli en anderen. Stukken als  Bone Cuff  worden gezien als organische vormen met waardering voor het menselijk lichaam en als overbrugging van de kloof tussen kostuum en serieuze sieraden.

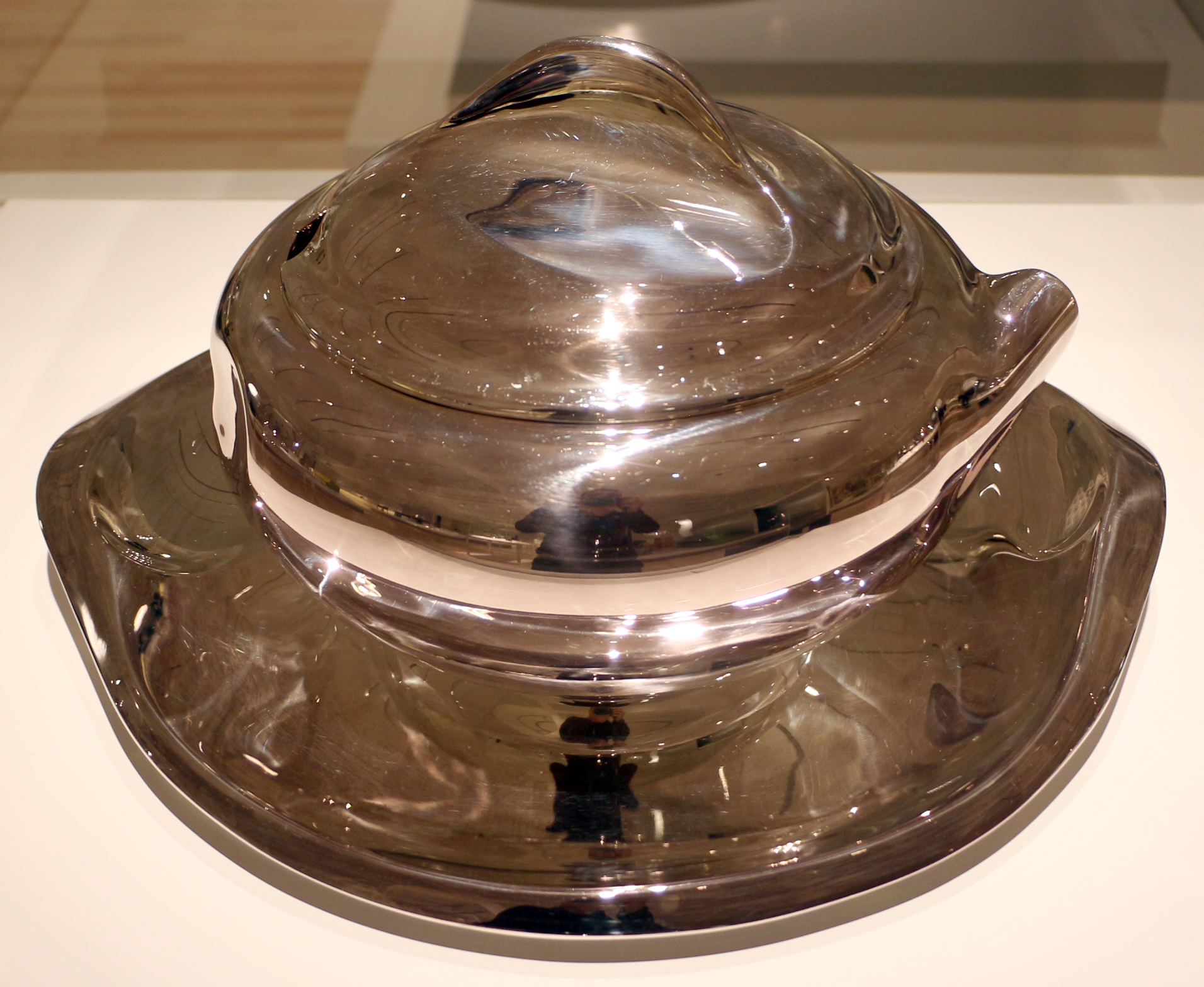
Elsa Peretti, schaal met deksel en dienblad, sterling zilver, voor Tiffany & Co., 1984

Tegen de tijd dat Peretti als onafhankelijk ontwerper bij Tiffany & Co. kwam, had ze de Coty Award uit 1971 ontvangen, en had haar eerste optreden in Vogue.
In 1972 opende Bloomingdale's, een van de bekendste winkels in New York, een speciale Peretti-boetiek. In 1974 tekende Peretti een contract met Tiffany & Co. om zilveren sieraden te ontwerpen en in 1979 was ze de belangrijkste ontwerper van het bedrijf. Haar zilveren stukken werden gezien als "leuk" en trokken een jongere klantenkring aan. Peretti ontwierp ook zilverwerk voor Tiffany, maar pas nadat ze een stevige aanhang had opgebouwd met haar sieraden.
Peretti ontwierp meer dan dertig collecties voor Tiffany. Daarbij reisde ze naar Japan, China en Europa en putte uit het werk van ambachtslieden aldaar bij het creëren van klassieke collecties zoals 'Bean', 'Open Heart', 'Mesh', 'Bone', en 'Zodiac'. Naast het zilver, was een deel van haar signatuur het gebruik van materialen zoals jade, lakwerk en rotan.
In 2012 verlengden Tiffany en Peretti hun samenwerking met nog eens 20 jaar.
In 2015 vertegenwoordigden haar handelsmerk Elsa Peretti-ontwerpen acht procent van de netto-omzet van Tiffany.
Haar werken zijn beschreven als "revolutionair", "tijdloos, uitgesproken en modern".

## Catalonië
In 1968 kocht Peretti een huis in het grotendeels vervallen dorp Sant Martí Vell in Catalonië. In de loop van de volgende tien jaar liet ze het huis restaureren, waarbij ze tijdens het proces vaak in moeilijke omstandigheden leefde. In de jaren tachtig was het mosterdgele huis haar toevluchtsoord en haar favoriete huis. Stukken zoals haar schorpioenenketting, nu in het British Museum, zijn geïnspireerd op de flora en fauna van Sant Martí Vell.
Vanaf dat moment werkte Peretti eraan om delen van het omliggende dorp te herstellen, door aankoop van extra gebouwen en deze te laten renoveren. In 2017 was ongeveer de helft van het dorp herbouwd.
Haar projecten omvatten de renovatie van het interieur van Església de Sant Martí Vell, de parochiekerk van Sant Martí Vell in 2012-2013. De locatie heeft een lange geschiedenis en omvat een Romeinse nederzetting in de tweede eeuw na Christus, een middeleeuwse ommuring, een Romaanse tempel in de 11e tot 12e eeuw en de bouw in een laatgotische stijl aan het eind van de 16e eeuw. Het verrichte werk omvatte onder meer het opgraven van archeologische overblijfselen uit een Romeinse nederzetting en het herstelvan een tombe. 
Peretti ondersteunde ook het beheer van de zestiende-eeuwse historische documenten van de stad, het behoud van het fotoarchief van Oriol Maspons en het behoud van de Romeinse stad Empúries.
Peretti vestigde een werkende wijngaard in Sant Martí, plantte Ca l'Elsa in 2004 en Can Nobas in 2007. De wijnmakerij zelf werd in 2008 voltooid en op de markt gebracht onder het Eccocivi-label.
Peretti promootte ook het beeldende kunst en het historische, artistieke en architecturale erfgoed van Catalonië. Ze moedigde mensen zoals gitarist Michael Laucke en schilder-beeldhouwer Robert Llimós aan om gebruik te maken van San Martí Vell. In 2013 was Peretti de eerste niet-Catalaanse persoon die de Premi Nacional de Cultura ontving van de Catalaanse Consell Nacional de la Cultura i de les Arts (CoNCA).

## Filantropie
In 2000 richtte Peretti een liefdadigheidsinstelling op ter ere van haar vader, genaamd de Nando Peretti Foundation (NPF). De stichting zou naar verluidt ongeveer 42 miljoen euro hebben geschonken aan 852 projecten wereldwijd in de eerste 15 jaar.
Aanvankelijk had de stichting een dubbele focus op het milieu en natuurbehoud, en op humanitaire programma's, met name op het gebied van armoedebestrijding. In de loop van de tijd is de doelstelling van de stichting uitgebreid om een breed scala aan projecten te ondersteunen voor "bevordering van mensenrechten en burgerrechten, met speciale nadruk op het recht op onderwijs, kinderrechten en vrouwenrechten en waardigheid." De NaEPF vraagt internationaal om voorstellen, vooral namens niet-vertegenwoordigde minderheden, om hun bestaansrecht te verdedigen en hun cultuur te behouden. De NaEPF ondersteunt ook medische en wetenschappelijke onderzoeksprojecten en bouwt ziekenhuizen en andere faciliteiten.

## Persoonlijk leven
In de jaren zeventig had Peretti een relatie met fotograaf Helmut Newton.
Peretti stierf in haar huis in Spanje op 18 maart 2021 op 80-jarige leeftijd. Er is geen doodsoorzaak opgegeven; ze stierf in haar slaap.